# Huglo
Huglo est une île norvégienne du comté de Hordaland appartenant administrativement à Stord.

## Description
Rocheuse et désertique à l'exception de ses côtes et de sa pointe sud, elle s'étend sur environ 7,215 km de longueur pour une largeur approximative de 4,118 km. Elle comporte une route principale et plusieurs hameaux.
Elle se situe dans le Hardangerfjord, juste à l'est de la grande île de Stord et juste au sud de Tysnesøy. La petite île de Skorpo se trouve immédiatement au nord-est. Elle compte environ 100 habitants et les principales industries sont l'agriculture et la fabrication de meubles et de clubs de golf sur mesure.